# Tingo
Tingo es una localidad peruana capital del distrito homónimo ubicado en la provincia de Luya en el departamento de Amazonas. Se encuentra a una altitud de 1811 m s. n. m.  Tenía una población de 472 habitantes en 1993.

## Clima
| Parámetros climáticos promedio de Tingo | Parámetros climáticos promedio de Tingo | Parámetros climáticos promedio de Tingo | Parámetros climáticos promedio de Tingo | Parámetros climáticos promedio de Tingo | Parámetros climáticos promedio de Tingo | Parámetros climáticos promedio de Tingo | Parámetros climáticos promedio de Tingo | Parámetros climáticos promedio de Tingo | Parámetros climáticos promedio de Tingo | Parámetros climáticos promedio de Tingo | Parámetros climáticos promedio de Tingo | Parámetros climáticos promedio de Tingo | Parámetros climáticos promedio de Tingo |
| Mes                                     | Ene.                                    | Feb.                                    | Mar.                                    | Abr.                                    | May.                                    | Jun.                                    | Jul.                                    | Ago.                                    | Sep.                                    | Oct.                                    | Nov.                                    | Dic.                                    | Anual                                   |
| --------------------------------------- | --------------------------------------- | --------------------------------------- | --------------------------------------- | --------------------------------------- | --------------------------------------- | --------------------------------------- | --------------------------------------- | --------------------------------------- | --------------------------------------- | --------------------------------------- | --------------------------------------- | --------------------------------------- | --------------------------------------- |
| Fuente: Accuweather                     |                                         |                                         |                                         |                                         |                                         |                                         |                                         |                                         |                                         |                                         |                                         |                                         |                                         |